# Intuitionnisme
Pour les autres significations, voir Intuitionnisme (homonymie).
L'intuitionnisme est une philosophie des mathématiques que L. E. J. Brouwer a élaborée au début du XXe siècle. Pour Brouwer, les mathématiques sont une libre création de l'esprit humain et tous les objets qu'elles manipulent doivent être accessibles à l'intuition. L'intuitionnisme a pour conséquence une profonde remise en cause des mathématiques, notamment en refusant l'infini actuel : un nombre réel ne peut être représenté comme une suite infinie de décimales qu'à la condition de disposer d'un moyen effectif de calculer chacune de ces décimales ; on parle alors de réel constructif.
Sur le plan logique l'intuitionnisme n'accepte pas le raisonnement par l'absurde ou le tiers exclu pour la raison que ces principes permettent de démontrer des propriétés de façon non constructive : par exemple si on veut démontrer l'existence d'un nombre réel satisfaisant une certaine propriété, on peut raisonner par l'absurde, supposer qu'aucun réel ne satisfait la proposition, en déduire une contradiction et conclure qu'un tel réel existe, mais cette démonstration ne donne aucune indication sur la façon dont on pourrait calculer ce réel. Pour un intuitionniste on a simplement démontré que l'existence d'un tel réel n'est pas contradictoire, mais pas que ce réel existe.
La logique intuitionniste a été développée par Valery Glivenko, Arend Heyting, Kurt Gödel et Andreï Kolmogorov et formalise les principes logiques sur lesquels s'appuie l'intuitionnisme.
L'intuitionnisme est souvent considéré comme une forme de constructivisme, les deux courants étant en opposition avec le réalisme mathématique qui soutient que les concepts mathématiques existent indépendamment de l'esprit humain.

## Vérité et preuve
La caractéristique distinctive fondamentale de l’intuitionnisme est son interprétation de ce que signifie « être vrai » pour une affirmation mathématique. Dans l'intuitionnisme originel de Brouwer, la vérité d'une affirmation mathématique est une affirmation subjective : une affirmation mathématique correspond à une construction mentale, et un mathématicien ne peut affirmer la vérité d'une affirmation qu'en vérifiant la validité de cette construction par intuition. L'imprécision de la notion intuitionniste de vérité conduit souvent à des interprétations erronées de sa signification. Kleene définissait formellement la vérité intuitionniste à partir d'une position réaliste, mais Brouwer aurait probablement rejeté cette formalisation comme dénuée de sens, étant donné son rejet de la position réaliste (platonicienne). La vérité intuitionniste reste donc quelque peu indéfinie. Cependant, parce que la notion intuitionniste de preuve est plus restrictive que celle des mathématiques classiques, l'intuitionniste doit rejeter certaines règles de la logique classique pour s'assurer que tout ce qu'elles prouvent est effectivement intuitivement réaliste. Cela donne lieu à une logique intuitionniste.
Pour un intuitionniste, l'affirmation selon laquelle un objet possédant certaines propriétés existe est une affirmation qu'un objet possédant ces propriétés peut être construit. Tout objet mathématique est considéré comme le produit d'une construction d'un esprit, et donc l'existence d'un objet équivaut à la possibilité de sa construction. Cela contraste avec l'approche classique pour laquelle l'existence d'une entité peut être prouvée en réfutant sa non-existence. Pour l'intuitionniste, ce n'est pas valable ; la réfutation de l'inexistence ne signifie pas qu'il soit possible de trouver une construction pour l'objet putatif, comme cela est nécessaire pour affirmer son existence. En tant que tel, l’intuitionnisme est une forme de constructivisme mathématique, mais ce n'est pas la seule.
L'interprétation de la négation est différente dans les logiques intuitionniste et classique. Dans la logique classique, la négation d'une déclaration affirme que la déclaration est fausse ; pour un intuitionniste, cela signifie que l'énoncé est réfutable (par exemple qu'il existe un contre-exemple). Il y a donc une asymétrie entre un énoncé positif et négatif dans l’intuitionnisme. Si une déclaration {\displaystyle P} est prouvable, alors il est certainement impossible de prouver qu'il n'y a pas de preuve de {\displaystyle P}. Mais même s'il peut être démontré qu'aucune réfutation de {\displaystyle P} n'est possible, nous ne pouvons pas conclure de cette absence qu'il existe une preuve de {\displaystyle P}. Ainsi, {\displaystyle P} est une affirmation plus forte que non non {\displaystyle P}.
De même, affirmer que {\displaystyle A} ou {\displaystyle B} est valable pour un intuitionniste, c'est prétendre que {\displaystyle A} ou {\displaystyle B} peut être prouvé. En particulier, la loi du tiers exclu, {\displaystyle A} ou non {\displaystyle A}, n'est pas acceptée comme principe valable. Par exemple, si {\displaystyle A} est une affirmation mathématique qu'un intuitionniste n'a pas encore prouvée ou réfutée, alors cet intuitionniste n'affirmera pas la vérité de {\displaystyle A} ou non {\displaystyle A}. Cependant, l'intuitionniste acceptera que {\displaystyle A} et non {\displaystyle A} ne peut pas être vrai. Ainsi, les connecteurs « et » et « ou » de la logique intuitionniste ne satisfont pas aux lois de De Morgan comme ils le font dans la logique classique.
La logique intuitionniste substitue la constructibilité à la vérité abstraite et est associée à une transition de la preuve de la théorie des modèles à la vérité abstraite dans les mathématiques modernes. Le calcul logique préserve la justification, plutôt que la vérité, à travers les transformations produisant des propositions dérivées. Il a été considéré comme apportant un soutien philosophique à plusieurs écoles de philosophie, notamment l'antiréalisme de Michael Dummett. Ainsi, contrairement à la première impression que son nom pourrait véhiculer, et telle que réalisée dans des approches et des disciplines spécifiques (par exemple les ensembles et systèmes flous), les mathématiques intuitionnistes sont plus rigoureuses que les mathématiques conventionnelles, où, ironiquement, les éléments fondamentaux que l’intuitionnisme tente de construire / réfuter / refonder sont considérés comme donnés intuitivement.

## Infini
Parmi les différentes formulations de l’intuitionnisme, il existe plusieurs positions différentes sur le sens et la réalité de l'infini.
Le terme infini potentiel fait référence à une procédure mathématique dans laquelle il y a une série sans fin d'étapes. Une fois chaque étape terminée, il y a toujours une autre étape à effectuer. Par exemple, considérons le processus de comptage: 1, 2, 3, ...
Le terme infini réel fait référence à un objet mathématique achevé qui contient un nombre infini d'éléments. Un exemple est l'ensemble des nombres naturels, {\displaystyle \mathbb {N} } = {1, 2, ...}.
Dans la formulation de Georg Cantor de la théorie des ensembles, il existe de nombreux ensembles infinis différents, dont certains sont plus grands que d'autres. Par exemple, l'ensemble de tous les nombres réels {\displaystyle \mathbb {R} } est plus grand que {\displaystyle \mathbb {N} }, car toute procédure pour mettre les nombres naturels en correspondance biunivoque (bijection) avec les nombres réels échouera toujours : il y aura toujours un nombre infini de nombres réels « restants ». Tout ensemble infini pouvant être placé en correspondance biunivoque avec les nombres naturels est dit « dénombrable ». Des ensembles infinis plus grands que celui-ci seraient « non dénombrables ».
La théorie des ensembles de Cantor a conduit au système axiomatique de la théorie des ensembles de Zermelo – Fraenkel (ZFC), aujourd'hui le fondement le plus commun des mathématiques modernes. L’intuitionnisme a été créé, en partie, en réaction à la théorie des ensembles de Cantor.
La théorie moderne des ensembles constructifs comprend l'axiome de l'infini de ZFC (ou une version révisée de cet axiome) et l'ensemble {\displaystyle \mathbb {N} } des nombres naturels. La plupart des mathématiciens constructifs modernes acceptent la réalité d'ensembles infinis non dénombrables (cependant, voir Alexandre Essénine-Volpine (en) pour un contre-exemple).
Brouwer a rejeté le concept de l'infini réel, mais a admis l'idée de l'infini potentiel.
Selon Weyl, « Brouwer a clairement indiqué, comme je pense hors de tout doute, qu'il n'y a aucune preuve soutenant la croyance dans le caractère existentiel de la totalité de tous les nombres naturels ... la séquence de nombres qui croît au-delà de toute étape déjà atteint en passant au nombre suivant, est une multitude de possibilités ouvertes vers l'infini; il reste à jamais dans le statut de création, mais n'est pas un domaine fermé des choses qui existent en elles-mêmes. Que nous avons aveuglément converti l'un en l'autre est le vrai source de nos difficultés, y compris les antinomies - une source de nature plus fondamentale que le principe du cercle vicieux de Russell. Brouwer nous a ouvert les yeux et nous a fait voir jusqu'où les mathématiques classiques, nourries par une croyance en l'absolu qui transcende toutes les possibilités humaines de réalisation, va au-delà des déclarations qui peuvent prétendre à un vrai sens et à une vérité fondée sur des preuves ».

## Histoire
L'histoire de l’intuitionnisme peut être attribuée à deux controverses en mathématiques au XIXe siècle.
Le premier d'entre eux a été l'invention de l'arithmétique transfinie par Georg Cantor et son rejet ultérieur par un certain nombre de mathématiciens éminents, dont le plus célèbre de son professeur Leopold Kronecker - un finitiste confirmé.
Le deuxième d'entre eux était l'effort de Gottlob Frege pour réduire toutes les mathématiques à une formulation logique via la théorie des ensembles et son déraillement par un jeune Bertrand Russell, le découvreur du paradoxe de Russell. Frege avait prévu un travail définitif en trois volumes, mais juste au moment où le deuxième volume allait paraître, Russell a envoyé à Frege une lettre décrivant son paradoxe, qui démontrait que l'une des règles d'auto-référence de Frege était contradictoire. Dans une annexe au deuxième volume, Frege a reconnu que l'un des axiomes de son système a en fait conduit au paradoxe de Russell .
Frege, a plongé dans la dépression et n'a pas publié le troisième volume de son travail comme il l'avait prévu. Pour plus d'informations, voir "Davis (2000) Chapitres 3 et 4: Frege: From Breakthrough to Despair and Cantor: Detour through Infinity". Voir van Heijenoort pour les œuvres originales et le commentaire de van Heijenoort.
Ces controverses sont fortement liées car les méthodes logiques utilisées par Cantor pour prouver ses résultats en arithmétique transfinie sont essentiellement les mêmes que celles utilisées par Russell pour construire son paradoxe. D'où la façon dont on choisit de résoudre le paradoxe de Russell a des implications directes sur le statut accordé à l'arithmétique transfinie de Cantor.
Au début du XXe siècle, L.E.J. Brouwer représentait la position intuitionniste et David Hilbert la position formaliste - voir van Heijenoort. Kurt Gödel a offert des opinions appelées platoniciennes (voir diverses sources concernant Gödel). Alan Turing considère: "des systèmes logiques non constructifs avec lesquels toutes les étapes d'une preuve ne sont pas mécaniques, certaines étant intuitives". (Turing 1939, réimprimé dans Davis 2004, p. 210). Plus tard, Stephen Cole Kleene a présenté une considération plus rationnelle de l’intuitionnisme dans son Introduction aux Métamathématiques (1952).